# Montezumia nitida
Montezumia nitida är en stekelart som beskrevs av Edoardo Zavattari 1912.
Montezumia nitida ingår i släktet Montezumia och familjen Eumenidae. Inga underarter finns listade i Catalogue of Life.